# Нагой, Михаил Фёдорович
Михаил Фёдорович Нагой (ум. 1612) — боярин и воевода.

## Биография
Старший из двоих сыновей боярина Фёдора Фёдоровича «Федца» Нагого. Упоминается с 1581 года, когда он был в чине свадьбы царя Ивана Грозного на его сестре Марии Нагой. По смерти царя в 1584 году был удалён вместе с царицей и племянником царевичем Дмитрием в Углич, где и жил до 1591 года, когда следственная комиссия боярина Василия Шуйского по делу об убиении царевича Димитрия обвинила его в том, что якобы по его приказу были убиты Волохов, Качалов и Битяговский без всякой вины с их стороны. Нагого посадили под стражу, пытали, после чего он был сослан в заточение, откуда возвращён только уже в царствование Бориса Годунова.
С 1598 по 1602 год был на воеводстве в Царёве-Санчурске. В 1606 году был пожалован Лжедмитрием, которого он признал своим родственником, в бояре и великого конюшего, но по свержении Лжедмитрия был лишён звания конюшего и переведён в окольничие. При царе Василии Шуйском, в 1606 году участвовал в неудачной битве при селе Троицком против Пашкова и Ляпунова. В 1607 году по поручению царя Василия Шуйского ездил в Елец с письмом царицы Марфы (Марии) и образом царевича Дмитрия для увещания возмутившего населения Северских городов и свидетельства о смерти Дмитрия. В этом же году ему, вместе с боярином Иваном Романовым, удалось рассеять в битве на Вырке близ Белёва отряд князя Мосальского. В 1608 году отразил тушинцев, осаждавших Москву. В 1609 году в числе других воевод защищал Москву от нападения поляков и приверженцев Лжедмитрия II.
Умер в 1612 году.